# Észtország javasolt világörökségi helyszínei
Észtország területéről eddig két helyszín került fel a világörökségi listára, valamint három további helyszín a javaslati listán várakozik a felvételre.
| Név                                                                                     | Kép | Leírás | Típus      | Kritérium        | Év   | Link |
| --------------------------------------------------------------------------------------- | --- | --- | ---------- | ---------------- | ---- | ---- |
| Kuressaarei vár                                                                         |     | A Saaremaa szigetén található vár központi részén a püspöki palota található, amely a 14. század végén épült. A palotát 15-17. századi erődített fal veszi körül, bástyákkal, várárokkal és sáncokkal. Az építőanyag a mészkő egy helyi változata, amely Saaremaa-dolomit néven ismert. A falakon belül található négy kőház, amelyet az orosz katonaság számára emeltek a 18. század végén. A vár a Saaremaa Múzeum székhelye.                               | kulturális | IV               | 2002 | 1716 |
| Balti-szirtöv                                                                           |     | Az Észtország északi partvidékén elterülő meredek mészkőlejtő egy nagyobb képződmény, a Balti-szirtöv része. A Balti-szirtöv teljes hossza 1100-1200 kilométer, ebből mintegy 250 kilométernyi található Észtország szárazföldi részében. Az 500 millió éve keletkezett sziklák közül a legmagasabb az 55,6 méteres Ontika-szikla. | természeti | VII, VIII, IX, X | 2004 | 1852 |
| Erdős rétek (Laelatu, Kalli-Nedrema, Mäepea, Allika, Tagamoisa, Loode, Koiva, Halliste) |     | Az erdős rétek a hagyományos állattartás elterjedésével alakultak ki. A rendszeresen kaszált vagy lelegeltetett rétek amellett, hogy szénát, fát, bogyós gyümölcsöket, mogyorót és gombákat nyújtottak, fontos hatást gyakoroltak az észt hiedelemvilágra és szokásokra. A 19-20- század fordulóján Észtország területének mintegy 20%-át, kb. 8 500 000 hektárt erdős rétek tették ki, azóta ebből csak 1000 hektárnyi maradt, főleg az ország nyugat felén. | vegyes     | -                | 2004 | 1854 |